# ハーバート・ラッグ
ハーバート・ラッグ（Herbert Wragg, 1880年 - 1956年2月13日）は、イギリスの保守党の政治家である。ダービーシャーのベルパー選出の庶民院議員を1923年から1929年および1931年から1945年まで務めた。
1923年の総選挙で立候補し、当選後自由党のジョン・ジョージ・ハンコックから席を奪い取った。1929年の総選挙で落選し、自由党の候補ジャック・リースに譲った。1931年の総選挙で復帰し、庶民院のベルパーの代表を務め、1945年の選挙で引退した。